# اليوم العالمي لمكافحة رهاب الإسلام
اليوم العالمي لمكافحة رهاب الإسلام هو يوم عالمي تُخصصه الأمم المتحدة لمُكافحة رهاب الإسلام يُصادف 15 مارس من كل عام ويُقام في 140 دولة حول العالم.

## الاعتراف الرسمي
في 15 مارس 2022 اعتمدت الجمعية العامة للأمم المتحدة قرارًا بالإجماع قدمته باكستان بالنيابة عن منظمة التعاون الإسلامي باعتبار يوم 15 مارس اليوم العالمي لمكافحة رهاب الإسلام (الإسلاموفوبيا).

## روابط خارجية
- نص القرار عبر موقع الامم المتحدة